# Natalja Lisovská
Natalja Venediktovna Lisovská (rusky Наталья Венедиктовна Лисовская; * 16. července 1962, Alegazy, Baškortostán) je bývalá sovětská atletka, olympijská vítězka, mistryně světa a výkonem 22,63 metru držitelka světového rekordu ve vrhu koulí.

## Kariéra
Dvakrát reprezentovala na letních olympijských hrách. Poprvé se zúčastnila her v jihokorejském Soulu v roce 1988, kde vybojovala zlatou medaili. K titulu by ji stačil každý z jejích šesti finálových vrhů (21,69 m, 21,49 m, 21,24 m, 21,74 m, 21,11 m), když stříbro získala Kathrin Neimkeová z NDR za 21,07 m. Nejdelší vrh však předvedla v poslední, šesté sérii, kdy kouli poslala do vzdálenosti 22,24 metru. Tímto výkonem zaostala o 17 centimetrů za olympijským rekordem Ilony Slupianekové z her v Moskvě 1980.
V roce 1992 se stala v italském Janově halovou mistryní Evropy a jako reprezentantka SNS se zúčastnila olympijských her v Barceloně, kde ve finále obsadila výkonem 18,60 m 9. místo.

### Osobní rekordy
Její halový osobní rekord je druhým nejlepším vrhem v celé historii, když světový rekord drží výkonem 22,50 m od 19. února 1977 Helena Fibingerová.
Venku
- Vrh koulí – 22,63 m – 7. června 1987, Moskva  (Současný světový rekord) a ER

Hala
- Vrh koulí – 22,14 m – 7. únor 1987, Penza

## Osobní život
Je provdaná za bývalého kladiváře Jurije Sedycha (rovněž světového rekordmana ve své disciplíně), se kterým má dceru Alexii, která v roce 2010 vybojovala na letních olympijských hrách mládeže v Singapuru zlatou medaili v hodu kladivem. Bydlí ve Francii.